# Басков Микола Вікторович
Микола Вікторович Ба́сков (рос. Никола́й Ви́кторович Ба́сков; нар. 15 жовтня 1976, Балашиха, Московська область, Російська РФСР) — російський співак (тенор), заслужений артист Росії (2001). У 2004 році отримав також звання Народний артист України (2004; позбавлений звання в 2024 році, через підтримку російського вторгнення до України); народний артист Чеченської Республіки з 2005 року.
Підтримує путінський режим та війну Росії проти України. Путініст та українофоб.
Фігурант бази «Миротворець».

## Біографія
Народився 15 жовтня 1976 року у Московській області. Коли майбутньому співакові виповнилося два роки, його батько Віктор Володимирович закінчив Військову академію імені Фрунзе і з сім'єю переїхав в НДР, де повинен був проходити службу. Басков-старший п'ять років служив у Дрездені, Кенігсбрюці. Він почав командиром взводу і доріс до заступника командира дивізії. Пізніше закінчив Військову академію Генерального штабу ЗС Росії. Мама Баскова — Олена Миколаївна — за фахом викладач математики, українка. А в Німеччині працювала диктором на телебаченні. Микола Басков з п'яти років почав займатися музикою, хлопчик займався вивченням нотної грамоти вдома з матір'ю. В школу Коля почав ходити в НДР, але вже після першого класу продовжив навчання в Кизилі, одночасно з цим вступивши в музичний заклад.
З другого по сьомий клас Басков навчався в Новосибірську. У той період і стартувала його кар'єра на сцені. Юний Басков виступав у Музичному театрі юного актора. Разом з театром гастролював по Швейцарії, Сполучених Штатах, Ізраїлю та Франції. У 1996 році Басков був зарахований до академії музики імені Гнесіних. Вокалу його навчала заслужена артистка Росії Ліліана Шехова. Паралельно з навчанням в «Гнесинці» студент отримував майстер-класи від Хосе Каррераса. У той же період Басков став лауреатом престижного конкурсу в Іспанії «Grande Voce»[джерело?], тричі був номінований на премію «Овація» як «Золотий голос Росії». У 1997 році артист став лауреатом дебютного Всеросійського конкурсу юних виконавців романсу під назвою «Романсіада». Отримав Першу премію Всеукраїнського конкурсу молодих оперних артистів[джерело?]. Тоді ж Басков був запрошений на виконання партії Ленського в постановці «Євгеній Онєгін» Чайковського у Большому театрі.
У 1999 році стає володарем Другої премії на конкурсі «Grande Voce» в Іспанії. А роком пізніше Басков вже знімається у відеокліпах. Участь у ролику на пісню «Пам'яті Карузо» сприяло швидкому підкоренню російського музичного Олімпу. Відео тоді було на перших місцях у вітчизняних чартах на радіо і телебаченні. Артист неодноразово отримував Національні музичні премії «Овація», «Золотий Грамофон», «МУЗ-ТВ», «Стиль», а також «Співак року».
На початку 2000-х Басков був солістом оперної трупи у Великому театрі. В той самий час закінчив навчання в «Гнесинці» за спеціальністю оперного та камерного співу. Вступив до аспірантури, але вже у столичну консерваторію імені Чайковського. Через три роки співак закінчує її з відзнакою. У 2003 році Басков залишив Великий театр і став працювати в театрах Нижнього Новгорода і Йошкар-Оли.
Разом з Монсеррат Кабальє провів кілька виступів, після чого Кабальє порадила артистові зайнятися удосконаленням вокалу. Багато років Микола як учень пані Кабальє провів у Барселоні.

## Шоубізнес
Через деякий час[коли?] співак вирішив переключитися на естрадну музику. У виконанні Баскова набула популярності пісня «Шарманка». В 2009 році президент Росії Дмитро Медвєдєв вручив Баскову звання Народний артист РФ. Незабаром після цього співак отримав і звання Народного артиста Республіки Молдова.
Микола Басков записав кілька дуетів зі співачками Таїсією Повалій, Валерією і Софією Ротару.
Крім музичної кар'єри артист активно просувається на телебаченні. Влітку 2003 року Басков починає вести телевізійне реаліті-шоу «Дім-1» на каналі ТНТ. Протягом музичної кар'єри Микола Басков видав дванадцять платівок. Крім того, займався акторською діяльністю і знявся більш, ніж в десяти кінострічках. Здебільшого це були мюзикли, в списку яких «Снігова королева», «Попелюшка», «Золотий ключик», «Морозко», «Червона шапочка», «Обручка» та інші.
З 2011 до 2016 року був професором кафедри вокалу Московського державного гуманітарного університету імені М. А. Шолохова. З 2016 — Інституту мистецтв Московського педагогічного державного університету.
Серед найбільш відомих оперних партій з репертуару Баскова — Ленський з опери П. І. Чайковського «Євгеній Онєгін».
Поряд з виконанням класичних творів Басков багато виступав на естраді з виконанням оперних арій, неаполітанських пісень, мюзиклів, сучасної поп- і естрадної музики.
Басков є ведучим декількох телевізійних проєктів, в тому числі «Суботній вечір» на каналі «Росія», та інших.
У 2016 році оголосив про відкриття власного музичного продюсерського центру.

## Особисте життя
У 2001 році співак одружився з дочкою свого продюсера, відомого підприємця Бориса Шпігеля. Через п'ять років, 24 квітня 2006 року, Микола Басков і Світлана Шпігель стали батьками, сина назвали Броніславом. Однак через сім місяців почався процес розлучення, що закінчився через пів року.

## Політичні погляди та діяльність
Під час Помаранчевої революції Басков брав участь в агітації за Віктора Януковича як кандидата на президентських виборах 2004-го року. Комітет виборців України закликав тоді порушити проти російського співака кримінальну справу за політичну агітацію, оскільки за законодавством участь не громадян України у передвиборчій агітації заборонена. Окрім того, організація вбачала в діях Баскова й інші порушення кримінального законодавства України. КВУ зазначає, що у своєму виступі 12 листопада 2004 року на концерті на підтримку Януковича в Черкасах Басков вигукував:
| «Уряд і президент Росії не дозволять поставити Україну на коліна перед Америкою.»Оригінальний текст (рос.) [«Правительство и президент России не позволят поставить Украину на колени перед Америкой.»] Помилка: {{Lang}}: текст вже має курсивний шрифт (допомога) |
У своїх поглядах у 2014 році підтримав окупаційну політику Путіна щодо анексії Криму. У 2015 році було запропоновано позбавити звання народного артиста України.
У 2020 році Басков з іншими російськими і білоруськими співаками випустили пісню і кліп під назвою «Любимую не отдают» (укр. Улюблену не віддають) для підтримки режиму самопроголошеного президента Республіки Білорусь Олександра Лукашенка під час протестів.
У 2022 році підтримав вторгнення Росії проти України. Війну росіян проти України Басков назвав «спробою зберегти цілісність Росії». 7 березня 2022 року український суд дозволив затримати Баскова для обрання запобіжного заходу, прокуратура оголосила його в міжнародний розшук.
18 березня 2022 року Басков виступив у «Лужниках» на мітингу-концерті на честь річниці анексії Криму під назвою «Za мир без нацизму! Za Росію! Za Президента».

## «Золотий грамофон»
| Рік  | Пісня                           |
| ---- | ------------------------------- |
| 2005 | Опусти меня (з Таїсією Повалій) |
| 2006 | Ты далеко (з Таїсією Повалій)   |
| 2007 | Тебе одной                      |
| 2008 | Вхожу в любовь                  |
| 2010 | Права любовь                    |
| 2011 | Рядом с тобой                   |
| 2012 | Путешественник                  |
| 2013 | Ну кто тебе сказал              |
| 2014 | Николай                         |
| 2015 | Ну кто тебе сказал (Юбилейный)  |
| 2016 | Обниму тебя                     |
| 2017 | Ждать тебя                      |

### «Пісня року»
| Рік  | Пісня                                         |
| ---- | --------------------------------------------- |
| 2002 | Силы небесные, Шарманка                       |
| 2004 | Ах, эта ночь Отпусти меня (с Таисией Повалий) |
| 2005 | Моя любимая                                   |
| 2006 | Ты далеко (с Таисией Повалий)                 |
| 2009 | Права Любовь (с Оксаной Федоровой)            |
| 2010 | Все цветы                                     |
| 2011 | Сохранив Любовь (с Валерией)                  |
| 2012 | Я найду, свою любовь (с Софией Ротару)        |
| 2013 | Ну кто сказал тебе Николай (с Натали)         |
| 2014 | Вишнёвая Любовь                               |
| 2015 | Любовь — не слова Ты моё счастье (с Софи)     |
| 2016 | Я подарю тебе любовь Обниму тебя              |
| 2017 | Ждать Тебя (с Алиной Август)                  |

## Санкції
19 жовтня 2022 року доданий до санкійного списку України.
22 листопада 2024 року позбавлений державних нагород України та інших форм відзначення згідно Указу Президента. 